# San Francisco Tutla
San Francisco Tutla es una localidad de 3,333 habitantes situada en el estado de Oaxaca, en México.

## Geografía

### Ubicación
Está situada en la región de los Valles Centrales a 1560 metros de altitud.
Enclavada en la región de los valle centrales, colinda al norte con San Agustín  Yatareni, al este con San Miguel Tlalixtac de Cabrera, al sur con su pueblo hermano San Sebastián Tutla, y al oeste con el Municipio de Santa Lucía del Camino.

### Extensión y demografía
Su extensión territorial es de 282 hectáreas, y cuenta con 3500 habitantes, de los cuales 56% son mujeres y  44% son hombres.  

### División
Existen 3 fraccionamientos, Guelaguetza, Sol naciente, Itandeui, y uno residencial San Francisco, así como la zona denominada Surcos Largos. Surcos Largos toma su nombre precisamente de sus terrenos angostos y bastante extensos. En esta zona es donde se hallan varias ladrilleras y terrenos de cultivo. La referencia geográfica más cercana a dicha zona es el Monumento a Juárez.

## Toponimia
El nombre Tutla deriva de los vocablos náhuatl Tlan, Lugar, y Tochtli, conejo, que componen Tochtlan, lugar de conejos.

## Historia
Fue fundada por pobladores de San Sebastián Tutla que debido a las frecuentes inundaciones en épocas de lluvia (de mayo a septiembre) decidieron establecerse en la zona alta perteneciente a esta localidad, que al paso de los años se denominó San Francisco Tutla, construyeron una iglesia, y se emanciparon a mediados de 1810.
Actualmente el régimen de tenencia de la tierra es Comunal, la propiedad privada es aceptada pero las tierras son propiedad de la comunidad y sujetas a las decisiones de la Asamblea.

## Gobierno
El sistema de gobierno se sustenta en los usos y costumbres de la región, característico de Oaxaca y que hunde sus raíces en la época prehispánica. La religión principal es la católica.

## Cultura
La feria anual se celebra entre el  25 de septiembre y el 4 de octubre que culmina con las fiestas del Santo Patrono, San Francisco de Asís.

## Economía
La principal actividad económica es la industria del ladrillo rojo y sus derivados, adobe, ladrillo rojo, ladrillo de aparente (más grueso), pecho paloma (ladrillo con una parte con forma circular), cubo de ladrillo, media tabla, duela (ladrillo largo y delgado de mayor tamaño que la media tabla) y demás figuras a elección.

## Servicios
Posee un centro médico de primer nivel, Centro de Salud, servicios de agua entubada, electricidad, teléfono, una planta de tratamiento de aguas residuales, canchas deportivas, una agencia municipal, una iglesia católica, servicios educativos públicos impartidos por el Preescolar Licenciado "Don Genaro V. Vásquez", la Escuela primaria "Aquiles Serdán", y privado por el Colegio 5 de Febrero, preescolar, primaria y secundaria.